# Fred Hageneder
Fred Hageneder (* 1962 in Hamburg) ist ein deutscher Autor.

## Leben
Seit 1980 erforscht er die Bäume ethnobotanisch, d. h. unter den Aspekten der Kulturgeschichte, Mythologie, Brauchtum und Religion.
Seit 1999 hat er verschiedene Bücher zur Ethnobotanik der Bäume verfasst, d. h. über ihre Bedeutung in der Kultur- und Religionsgeschichte. Bisher sind Bücher von ihm in zehn Sprachen erschienen (darunter Englisch, Spanisch, Italienisch, Tschechisch und Japanisch).
Fred Hageneder ist Mitgründer und Mitglied der Ancient Yew Group (AYG; „Uralte Eiben-Gruppe“), einer unabhängigen Forschergruppe, die sich für den Schutz der uralten Eiben Europas einsetzt. Er ist Mitglied von SANASI, einer fachübergreifenden internationalen Gruppe von Wissenschaftlern, die „geweihte natürliche Stätten“ in aller Welt dokumentieren, und arbeitet für das nahe verwandte Projekt Mapping the Sacred, eine interaktive Online-Plattform, die 2013 mit der Unterstützung der University of Oxford und der Open University, United Kingdom, gegründet wurde, um indigene Hüter in aller Welt dabei zu unterstützen, ihre geweihten Stätten zu wahren. Und er ist Mitbegründer des Freunde der Bäume e. V., der moderne Baumheiligtümer als Orte des Friedens und auch als multikulturelle und interreligiöse Begegnungsräume schaffen möchte.
Hageneder spielt verschiedene traditionelle, v. a. keltische Harfen und hat Musik für verschiedene Baumarten komponiert.